# Dedikant
Der Dedikant ist eine Person, die im religiösen Zusammenhang eine Opfergabe  darbringt. Der Begriff leitet sich vom lateinischen  deditio, zu Deutsch Übergabe, ab. In römischer Zeit wurde die Opferhandlung als dedicatio bezeichnet.